# Ребун (Хоккайдо)

45°18′11″ пн. ш. 141°2′51″ сх. д. / 45.30306° пн. ш. 141.04750° сх. д.
Ребу́н (яп. 礼文町, れぶんちょう, МФА: [ɾebuɴ t͡ɕoː]) — містечко в Японії, в повіті Ребун округу Соя префектури Хоккайдо. Розташоване на острові Ребун. Станом на 1 жовтня 2008 року площа містечка становила 81,33 км². Станом на 31 березня 2017 населення містечка становило 2604 осіб.